# فینال مسابقات باشگاهی قهرمانی آسیا ۱۹۷۱
فینال مسابقات باشگاهی قهرمانی آسیا ۱۹۷۱ مسابقه فینال چهارمین دوره جام باشگاه‌های آسیا بود که در سال ۱۹۷۱ برگزار شد. در این دیدار باشگاه فوتبال مکابی تل‌آویو به علت عدم حضور حریف و با برتری ۲ بر ۰ برابر آلیات الشرطه به مقام قهرمانی دست یافت.

## مسابقه
| مکابی تل آویو | ۲–۰ | آلیات الشرطه |
| ------------- | --- | ------------ |
|               |     |              |

- آلیات الشرطه بنا به دلایل سیاسی از دیدار با تیم مکابی تل‌آویو در مرحله گروهی و فینال امتناع کرد.